# 拉內利
拉內利（威爾斯語：、威爾斯語發音：[ɬaˈnɛɬi]）是英國威爾斯的一座城鎮。位於卡馬森郡東南部，是卡森馬郡的最大城市。拉內利擁有引以為傲的橄欖球傳統，並且還是馬口鐵的生產中心。在20世紀中期，拉內利是世界最大的凱爾特語言使用者過半數的城市。拉內利是威爾斯第七大城市。據2001年人口普查，拉內利人口的29.69%可以使用威爾斯語。

## 友好城市
- 法國 阿让

## 外部連結
- Llanelli Rural Council （页面存档备份，存于）
- Llanelli Town Council （页面存档备份，存于）
- Carmarthenshire County Council （页面存档备份，存于） Guide to Council-run services/Attractions in Llanelli
- www.geograph.co.uk : photos of Llanelli and surrounding area （页面存档备份，存于）
- Llanelli Community Heritage （页面存档备份，存于） Promoting Llanelli's rich heritage
- Llanelli Town.com （页面存档备份，存于）